# Liste italienischer Komponisten klassischer Musik

## A
- Antonio Maria Abbatini (1595–1679)
- Paolo Agostini (≈1583–1629)
- Pietro Simone Agostini (≈1635–1680)
- Pirro Albergati (1663–1735)
- Domenico Alberti (≈1710–1746)
- Tomaso Albinoni (1671–1751)
- Vincenzo Albrici (1631–1687)
- Franco Alfano (1875–1954)
- Domenico Allegri (1585–1629)
- Gregorio Allegri (1582–1652)
- Lorenzo Allegri (1567–1648)
- Claudio Ambrosini (* 1948)
- Marco Ambrosini (* 1964)
- Giuseppe Amendola (1750–1808)
- Felice Anerio (1560–1614)
- Giovanni Francesco Anerio (1569–1630)
- Giovanni Anfossi (1864–1946)
- Pasquale Anfossi (1727–1797)
- Giuseppe Apolloni (1822–1889)
- Vincenzo Appiani (1850–1932)
- Francesco Araja (1709–1762/70)
- Pietro Aron (≈1480– nach 1545)
- Emilio Arrieta (1823–1894)
- Carlo Arrigoni (1697–1744)
- Francesco Arrigoni (?– um 1570)
- Giovanni Giacomo Arrigoni (1597–1675)
- Bonifazio Asioli (1769–1832)
- Francesco Asioli (≈1674)
- Pietro Auletta (1698–1771)
- Giuseppe Avitrano (1670–1756)

## B
- Angelo Badalamenti (1937–2022)
- Carlo Agostino Badia (1672–1738)
- Adriano Banchieri (1568–1634)
- Luigi Barazzetti (1906–1988)
- Emanuele Barbella (1718–1777)
- Francesco Barbella (1692–1732)
- Giulio Cesare Barbetta (1540–1603)
- Giovanni Battista Bassani (1650–1716)
- Antonio Bazzini (1818–1897)
- Vincenzo Bellini (1801–1835)
- Orazio Benevoli (1605–1672)
- Angelo Berardi (≈1636–1694)
- Francesco Beretta (≈1640–1694)
- Luciano Berio (1925–2003)
- Ercole Bernabei (≈1622–1687)
- Giuseppe Antonio Bernabei (1649–1732)
- Andrea Bernasconi (1706–1784)
- Antonio Bertali (1605–1669)
- Giovanni Pietro Berti (≈1590–1638)
- Domenico Bertini (1829–1890)
- Giuseppe Bertini (1759–1852)
- Salvatore Bertini (1721–1794)
- Giovanni Antonio Bertoli (≈1598–1645?)
- Alessandro Besozzi (1702–1793)
- Antonio Besozzi (1714–1781)
- Carlo Besozzi (1738–1791)
- Gaetano Besozzi (1725/27–1798)
- Girolamo Besozzi (1745/50–1788)
- Louis Désiré Besozzi (1814–1879)
- Paolo Girolamo Besozzi (1713–1778)
- Bruno Bettinelli (1913–2004)
- Francesco Bianchi (≈1752–1810)
- Antonino Biffi (1666–1736)
- Pasquale Bini (1716–1770)
- Martino Bitti (≈1660–1743)
- Luigi Boccherini (1743–1805)
- Arrigo Boito (1842–1918)
- Pietro Giuseppe Gaetano Boni (1686–1741)
- Giuseppe Bonno (1711–1788)
- Antonio Maria Bononcini (1677–1726)
- Giovanni Bononcini (1670–1747)
- Giovanni Maria Bononcini (1642–1678)
- Giovanni Maria Angelo Bononcini (1678–1753)
- Francesco Antonio Bonporti (1672–1749)
- Giovanni Andrea Bontempi (1624–1705)
- Giovanni Battista Borghi (1738–1796)
- Luigi Borghi (≈1745– ≈1806)
- Marco Enrico Bossi (1861–1925)
- Bernardino Bottazzi (1560–1614)
- Giovanni Bottesini (1821–1889)
- Raimondo Boucheron (1800–1876)
- Giuseppe Antonio Brescianello (1690–1758)
- Giulio Briccialdi (1818–1881)
- Gaetano Brunetti (1744–1798)
- Antonio Bartolomeo Bruni (1757–1821)
- Valentino Bucchi (1916–1976)
- Giovanni Battista Buonamente (≈1595–1642)
- Giorgio Buoni (1647– nach 1693)
- Alessandro Busi (1833–1895)
- Ferruccio Busoni (1866–1924)
- Sylvano Bussotti (1931–2021)
- Antonio Buzzolla (1815–1871)

## C
- Giulio Caccini (1545–1618)
- Pasquale Cafaro (1715–1787)
- Antonio Cagnoni (1828–1896)
- Gian Carlo Cailò (1659–1722)
- Antonio Caldara (1670–1736)
- Carlo Calvi (≈1610– nach 1646)
- Bartolomeo Campagnoli (1751–1827)
- Carlo Antonio Campioni (1720–1788)
- Giovanni Battista Canavasso (1713–1784)
- Michele Carafa (1787–1872)
- Giacomo Carissimi (1604–1674)
- Antonio Casimir Cartellieri (1772–1807)
- Ferdinando Carulli (1770–1841)
- Claudio Casciolini (1697–1760)
- Alfredo Casella (1883–1947)
- Pietro Casella (1769–1843)
- Alfonso Castaldi (1874–1942)
- Dario Castello (1602–1631)
- Mario Castelnuovo-Tedesco (1895–1968)
- Niccolò Castiglioni (1932–1996)
- Alfredo Catalani (1854–1893)
- Francesco Cavalli (1602–1676)
- Ernesto Cavallini (1807–1874)
- Maurizio Cazzati (≈1616–1678)
- Scipione Cerreto (≈1551– ≈1633)
- Antonio Cesti (1623–1669)
- Luigi Cherubini (1760–1842)
- Carlo Chiabrano (1723–1754)
- Gaspare Giuseppe Chiabrano (1725–1802)
- Girolamo Chiti (1679–1759)
- Antonio Cifra (1584–1629)
- Francesco Cilea (1866–1950)
- Domenico Cimarosa (1749–1801)
- Giovanni Carlo Clari (1677–1754)
- Aldo Clementi (1925–2011)
- Muzio Clementi (1752–1832)
- Carlo Coccia (1782–1873)
- Lelio Colista (1629–1680)
- Massimo Colombo (* 1961)
- Giovanni Paolo Colonna (1637–1695)
- Carlo Conti (1796–1864)
- Pietro Antonio Coppola (1793–1877)
- Francesco Corbetta (≈1615–1681)
- Francesco Corbisieri, a. Corbisiero (≈1733–1802)
- Giacomo Cordella (1786–1847)
- Arcangelo Corelli (1653–1713)
- Azio Corghi (1937–2022)
- Pietro Abbà Cornaglia (1851–1894)
- Luigi Cortese (1889–1976)
- Giovanni Croce (1557–1609)

## D
- Gennaro D’Alessandro (1717?–1778)
- Evaristo Felice Dall’Abaco (1675–1742)
- Giuseppe Dall’Abaco (1710–1805)
- Domenico Dall’Oglio (≈1700–1764)
- Luigi Dallapiccola (1904–1975)
- Roberto De Simone (1933–2025)
- Francesco della Porta (≈1610–1666)
- Marco Di Bari (* 1958)
- Girolamo Diruta (1561 – nach 1610)
- Carlo Domeniconi (* 1947)
- Baldissera Donato (≈1530–1603)
- Franco Donatoni (1927–2000)
- Gaetano Donizetti (1797–1848)
- Antonio Draghi (1634–1700)
- Giovanni Battista Draghi (≈1640–1708)
- Domenico Dragonetti (1763–1846)
- Egidio Romoaldo Duni (1708–1775)
- Francesco Durante (1684–1755)

## E
- Franco Evangelisti (1926–1980)

## F
- Giuseppe Fabbrini (≈1660–1708)
- Stefano Fabri (≈1606–1658)
- Franco Faccio (1840–1891)
- Giacomo Facco (1676–1753)
- Giancarlo Facchinetti (1936–2017)
- Marco Facoli (≈1540–1585)
- Nicola Fago (1677–1745)
- Virgilio Blasio Faitello (1710–1768)
- Stanislao Falchi (1851–1922)
- Andrea Falconieri (≈1585–1656)
- Michelangelo Falvetti (1642–1692)
- Girolamo Fantini (1600–1675)
- Carlo Farina (≈1600– ≈1640)
- Giuseppe Farinelli (1769–1836)
- Alessandro Farruggio (* 1981)
- Francesco Fasoli (? –1712)
- Giovanni Battista Fasolo (≈1598– ≈1680)
- Innocenzo Fede (≈1660– ≈1732)
- Ivan Fedele (* 1953)
- Carlo Fedeli (≈1622–1685)
- Giuseppe Fedeli (≈1680–1733)
- Ruggiero Fedeli (≈1655–1722)
- Alessandro Felici (1742–1772)
- Bartolomeo Felici (1695–1776)
- Vittorio Fellegara (1927–2011)
- Fedele Fenaroli (1730–1818)
- Francesco Feo (1691–1761)
- Giuseppe Ferlendis (1755–1810)
- Alfonso Ferrabosco (der Ältere) (1543–1588)
- Alfonso Ferrabosco (der Jüngere) (1575–1628)
- Domenico Ferrabosco (1513–1574)
- Matthia Ferrabosco (1550–1616)
- Antonio Ferrandini (1718–1779)
- Giovanni Battista Ferrandini (≈1710–1791)
- Paolo Ferrarese (fl. 1565–1607)
- Benedetto Ferrari (1603–1681)
- Carlotta Ferrari (1831–1907)
- Domenico Ferrari (1722–1780)
- Giacomo Gotifredo Ferrari (1763–1842)
- Jacopo Ferrari (1763–1842)
- Lorenzo Ferrero (* 1951)
- Giovanni Ferretti (≈1540– ≈1609)
- Marco Antonio Ferro (≈1600–1662)
- Lodovico Ferronati (≈1680–1767)
- Costanzo Festa (1490–1545)
- Salvatore Fighera (1771–1836)
- Carlo Filago (1589–1644)
- Gaspare Filippi (≈1590–1655)
- Valentino Fioravanti (1764–1837)
- Vincenzo Fioravanti (1799–1877)
- Andrea Stefano Fiorè (1686–1732)
- Angelo Maria Fiorè (1660–1723)
- Carlo Fiorelli (?– ≈1790)
- Nicola Fiorenza (nach 1700–1764)
- Federigo Fiorillo (1755–1823)
- Ignazio Fiorillo (1715–1787)
- Ippolito Fiorini (≈1549–1621)
- Giovanni Andrea Fioroni (1716–1778)
- Domenico Fischietti (≈1725–1810)
- Giovanni Pietro Flaccomio (≈1565–1617)
- Pietro Floridia (1860–1932)
- Francesco Florimo (1800–1888)
- Francesco Foggia (1604–1688)
- Giacomo Fogliano (1467/68–1548)
- Lodovico Fogliano (≈1475– ≈1540)
- Giovanni Battista Fontana (1589–1630)
- Alfonso Fontanelli (1557–1622)
- Lodovico Fontanelli (≈1682–1742)
- Gian Francesco Fortunati (1746–1821)
- Giovanni Paolo Foscarini (vor 1600 – nach 1649)
- Luigi Fracassini (1733–1796)
- Gaetano Franceschini (≈1730-≈1790)
- Petronio Franceschini (1651–1680)
- Luca Francesconi (* 1956)
- Alberto Franchetti (1860–1942)
- Giovan Pietro Franchi (≈1651–1731)
- Amante Franzoni (1605–1630)
- Vito Frazzi (1888–1975)
- Amadio Freddi (1570–1634)
- Girolamo Frescobaldi (1583–1643)
- Alessandro Fridzeri (1741–1825)
- Francesco Paolo Frontini (1860–1939)
- Adolfo Fumagalli (1828–1856)
- Carlo Fumagalli (1822–1907)
- Disma Fumagalli (1826–1893)
- Luca Fumagalli (1837–1908)
- Polibio Fumagalli (1830–1900)
- Bonaventura Furlanetto (1738–1817)
- Gaetano Furloni (≈1700– ?)
- Giovanni Furno (1748–1837)
- Giovanni Fusco (1906–1968)

## G
- Andrea Gabrieli (1510–1586)
- Giovanni Gabrieli (1557–1612)
- Domenico Gabrielli (1651–1690)
- Marco da Gagliano (1582–1643)
- Michelangelo Galilei (1575–1631)
- Vincenzo Galilei (≈1520–1591)
- Domenico Galli (1649–1697)
- Domenico Gallo (1730–1768)
- Pietro Antonio Gallo (1695/1700–1777)
- Baldassare Galuppi (1706–1785)
- Antonio Gardano (≈1509–1569)
- Francesco Gasparini (1661–1727)
- Giovanni Giacomo Gastoldi (≈1553–1609)
- Francesco Geminiani (1687–1762)
- Carlo Gesualdo (1566–1613)
- Filippo Maria Gherardeschi (1738–1808)
- Giuseppe Gherardeschi (1759–1815)
- Antonio Giannettini (1648–1721)
- Bernardo Gianoncelli († vor 1650)
- Felice Giardini (1716–1796)
- Angelo Gilardino (1941–2022)
- Giuseppe Giordani (1751–1798)
- Tommaso Giordani (1730–1806)
- Umberto Giordano (1867–1948)
- Nicola De Giosa (1819–1885)
- Ruggiero Giovannelli (≈1565–1625)
- Giovanni Francesco Giuliani (1760–1818)
- Mauro Giuliani (1781–1829)
- Lodovico Giustini (1685–1743)
- Stefano Golinelli (1818–1891)
- Gaetano Greco (≈1657–1728)
- Giovanni Lorenzo Gregori (1663–1745)
- Andrea Grossi (≈1660 – nach 1696)
- Carlo Grossi (1634–1688)
- Adriano Guarnieri (* 1947)
- Pietro Alessandro Guglielmi (1728–1804)
- Pietro Carlo Guglielmi (1772–1817)

## I
- Marc'Antonio Ingegneri (1535/36–1592)

## J
- Giuseppe Maria Jacchini (1663–1727)
- Niccolò Jommelli (1714–1774)

## K
- Johann Hieronymus Kapsberger (≈1580–1651)

## L
- Francesco Landini (≈1325–1397)
- Roberto Laneri (* 1945)
- Domenico Lanzetti († ≈1800)
- Salvatore Lanzetti (≈1710– ≈1780)
- Gaetano Latilla (1711–1788)
- Bartolomeo Laurenti (≈1644–1726)
- Girolamo Nicolò Laurenti (1678–1751)
- Ferdinando Antonio Lazzari (1678–1754)
- Luigi Legnani (1790–1877)
- Giovanni Legrenzi (1626–1690)
- Leonardo Leo (1694–1744)
- Isabella Leonarda (1620–1704)
- Ruggero Leoncavallo (1857–1919)
- Giuseppe Liberali (vor 1806– nach 1858)
- Antimo Liberati (1617–1692)
- Giuseppe Lillo (1814–1863)
- Lino Liviabella (1902–1964)
- Pietro Locatelli (1695–1764)
- Antonio Lolli (1723/24–1802)
- Carlo Ambrogio Lonati (≈1645– ≈1715)
- Alessandro Longo (1864–1945)
- Paolo Lorenzani (1640–1713)
- Antonio Lotti (1667–1740)
- Andrea Lucchesi (1741–1801)
- Luzzasco Luzzaschi (1545–1607)

## M
- Teodulo Mabellini (1817–1897)
- Bruno Maderna (1920–1973)
- Luigi Madonis (≈1690– ≈1770)
- Enrico Mainardi (1897–1976)
- Giorgio Mainerio (1530/40–1582)
- Gian Francesco de Majo (1732–1770)
- Giuseppe de Majo (1697–1771)
- Francesco Malipiero (1824–1887)
- Gian Francesco Malipiero (1882–1973)
- Riccardo Malipiero (1914–2003)
- Cristofano Malvezzi (1547–1599)
- Gabriele Manca (* 1957)
- Luigi Mancia (≈1658– nach 1708)
- Luigi Mancinelli (1848–1921)
- Francesco Mancini (1672–1737)
- Francesco Manelli (≈1595–1667)
- Giovanni Piero Manenti (≈1535–1597)
- Filippo Manfredi (1731–1777)
- Francesco Manfredini (1684–1762)
- Giuseppe Manfredini (≈1710 – ≈1780)
- Vincenzo Manfredini (1737–1799)
- Nicola Antonio Manfroce (1791–1813)
- Girolamo Mango (1740–1809)
- Gaetano Manna (1751–1804)
- Gennaro Manna (1715–1779)
- Carlo Mannelli (1640–1697)
- Franco Mannino (1924–2005)
- Giuseppe Manzino (1929–1992)
- Marco Marazoli (≈1602–1662)
- Alessandro Marcello (1673–1747)
- Benedetto Marcello (1686–1739)
- Pietro Marchitelli (1643–1729)
- Giovanni Francesco Marcorelli (≈1615– ≈1675)
- Giovanni Battista Marella (≈1740– ≈1778)
- Luca Marenzio (1553–1599)
- Franco Margola (1908–1992)
- Biagio Marini (1594–1663)
- Giovanna Marini (1937–2024)
- Gino Marinuzzi (1882–1945)
- Antonio Martinelli (≈1702–1782)
- Giovanni Battista Martini, Padre Martini (1706–1784)
- Giuseppe Martucci (1856–1909)
- Pietro Mascagni (1863–1945)
- Florentio Maschera (≈1540– ≈1584)
- Francesco Masciangelo (1823–1906)
- Michele Mascitti (1663/64–1760)
- Domenico Massenzio (≈1585–1657)
- Giovanni Antonio Matielli (1733–1805)
- Filippo Mattei (≈1675– nach 1729)
- Nicola Matteis (der Ältere) (≈1650– ≈1713)
- Nicola Matteis (der Jüngere) (≈1670–1737)
- Andrea Mattioli (≈1620–1679)
- Ascanio Mayone (≈1570–1627)
- Giovanni Battista Mazzaferrata (vor 1640– ≈1681)
- Domenico Mazzocchi (1592–1665)
- Virgilio Mazzocchi (1597–1646)
- Antonio Mazzoni (1717–1785)
- Vincenzo de Meglio (1825–1883)
- Alessandro Melani (1639–1703)
- Jacopo Melani (1623–1675)
- Giovanni Battista Mele (1703/4– nach 1752)
- Fernando Mencherini (1949–1997)
- Gaetano Meneghetti (* ≈1700)
- Giovanni Meneghetti (1731–1794)
- Gian Carlo Menotti (1911–2007)
- Saverio Mercadante (1795–1870)
- Giacomo Merchi (1730–1789)
- Luigi Merci (≈1695–1751)
- Tarquinio Merula (1595–1665)
- Claudio Merulo (1533–1604)
- Niccolò Mestrino (1748–1789)
- Antonio Micheli (1723–1806)
- Romano Micheli (≈1575– ≈1659)
- Pietro Migali (1635–1715)
- Francesco da Milano (1497–1543)
- Teresa Milanollo (1827–1904)
- Carlo Milanuzzi (≈1590– ≈1647)
- Simone Molinaro (≈1570–1636)
- Francesco Molino (1768–1847)
- Giuseppe Moneta (1754–1806)
- Natale Monferrato (≈1603–1685)
- Domenico Monleone (1875–1942)
- Bartolomeo Montalbano (≈1595–1651)
- Antonio Montanari (1676–1737)
- Girolamo Montesardo (≈1606)
- Claudio Monteverdi (1567–1643)
- Niccola Monti (1767–1838)
- Vittorio Monti (1868–1922)
- Carlo Ignazio Monza (1680/96?–1739)
- Giacomo Monzino (1772–1854)
- Giovanni Morandi (1777–1856)
- Federico Moretti (1769–1839)
- Luigi Moretti (1774–1850)
- Vanni Moretto (* 1967)
- Angelo Morigi (1725–1801)
- Guido Morini (* 1959)
- Ennio Morricone (1928–2020)
- Virgilio Mortari (1902–1993)
- Antonio Mortaro (≈1570– ≈1619)
- Giuseppe Mosca (1772–1839)
- Luca Mosca (* 1957)
- Luigi Mosca (1775–1824)
- Giovanni Mossi (1680–1742)
- Giovanni Batista Mosto (1550–1596)
- Artemio Motta (1661– ≈1700)
- Luigi Mozzani (1869–1943)

## N
- Giovanni Bernardino Nanino (≈1560–1623)
- Giovanni Maria Nanino (≈1543/44–1607)
- Pietro Nardini (1722–1793)
- Pompeo Natale (1620–1681)
- Antonio Maria Nava (1775–1826)
- Pomponio Nenna (1556–1608)
- Massimiliano Neri (1623–1673)
- Giovanni Cesare Netti (1649–1686)
- Giuseppe Nicolini (1762–1842)
- Francesco Nigetti (1603–1680)
- Alessandro Nini (1805–1880)
- Giovanni Battista Noferi (≈1730–1782)
- Antonio Nola (1642– nach 1701)
- Luigi Nono (1924–1990)
- Angelo Notari (1566–1663)

## O
- Franco Oppo (1935–2016)
- Giacomo Orefice (1865–1922)
- Ferdinando Orlandi (1774–1848)
- Giuseppe Maria Orlandini (1676–1760)
- Alessandro Orologio (1550–1633)

## P
- Giovanni Pacini (1796–1867)
- Ferdinando Paër (1771–1839)
- Niccolò Paganini (1782–1840)
- Giovanni Paisiello (1740–1816)
- Giovanni Pierluigi da Palestrina (≈1525–1594)
- Benedetto Pallavicino (≈1551–1601)
- Carlo Pallavicino (≈1630–1688)
- Silvestro Palma (1754–1834)
- Pietro Domenico Paradisi (1707–1791)
- Antonio Pasculli (1842–1924)
- Bernardo Pasquini (1637–1710)
- Ercole Pasquini (≈1555– ≈1615)
- Antonio Patard (≈1550– nach 1605)
- Carlo Pedrotti (1817–1893)
- Domenico Pellegrini (≈1600–1650)
- Vincenzo Pellegrini (≈1562–1630)
- Francesco Pennisi (1934–2000)
- Giovanni Battista Pergolesi (1710–1736)
- Jacopo Peri (1561–1633)
- Giuseppe Persiani (1827–1899)
- Giacomo Antonio Perti (1661–1756)
- Vincenzo Petrali (1830–1889)
- Goffredo Petrassi (1904–2003)
- Giovanni Antonio Piani (1678– nach 1759)
- Alfredo Carlo Piatti (1822–1901)
- Alessandro Piccinini (1566–1638)
- Niccolò Piccinni (1728–1800)
- Maurizio Pisati (* 1959)
- Giuseppe Ottavio Pitoni (1657–1743)
- Ildebrando Pizzetti (1880–1968)
- Carlo Alberto Pizzini (1905–1981)
- Pietro Platania (1828–1907)
- Giovanni Benedetto Platti (1697–1763)
- Antonio Pollarolo (1676–1746)
- Carlo Francesco Pollarolo (1653–1723)
- Orazio Pollarolo (1695–1765)
- Giovanni Battista Polledro (1781–1853)
- Francesco Pollini (1762–1846)
- Amilcare Ponchielli (1834–1886)
- Nicola Antonio Porpora (1686–1768)
- Ennio Porrino (1910–1959)
- Costanzo Porta (1528/29–1601)
- Giovanni Porta (≈1675–1755)
- Walter Prati (* 1956)
- Angelo Tommaso Predieri (1655–1731)
- Giacomo Cesare Predieri (1671–1753)
- Luca Antonio Predieri (1688–1767)
- Giacomo Puccini (1858–1924)
- Michele Puccini (1813–1864)
- Vincenzo Pucitta (1778–1861)
- Gaetano Pugnani (1731–1798)
- Giuseppe Puppo (1749–1827)

## Q
- Paolo Quagliati (1555–1628)
- Guglielmo Quarenghi (1826–1882)
- Giovanni Quirici (1824–1896)

## R
- Angelo Ragazzi (1680–1750)
- Virgilio Ranzato (1883–1937)
- Lorenzo Ratti (1589/90–1630)
- Fausto Razzi (1932–2022)
- Licinio Refice (1885–1954)
- Ottorino Respighi (1879–1936)
- Federico Ricci (1809–1877)
- Giulio Ricordi (1840–1912)
- Vincenzo Righini (1756–1812)
- Rinaldo di Capua (≈1710–≈1770)
- Alessandro Rolla (1757–1841)
- Antonio Rolla (1798–1837)
- Fausto Romitelli (1963–2004)
- Ludovico Roncalli (1654–1713)
- Carlo Alberto Rossi (1921–2010)
- Lauro Rossi (1812–1885)
- Luigi Rossi (≈1598–1653)
- Michelangelo Rossi (1601/02–1656)
- Salamone Rossi (≈1570–≈1630)
- Gioachino Rossini (1792–1868)
- Nino Rota (1911–1979)
- Giovanni Rovetta (≈1596–1668)
- Francesco Rovigo (≈1541–1597)
- Vincenzo Ruffo (≈1510–1587)
- Francesco Ruggi (1767–1845)

## S
- Giovanni Sebastiano Sabatino (1667–1742)
- Nicola Sabatino (≈1705–1796)
- Giovanni Maria Sabino (1588–1649)
- Antonio Sacchini (1730–1786)
- Nicola Sala (1713–1801)
- Antonio Salieri (1750–1825)
- Giovanni Salvatore (≈1611–1688)
- Giovanni Salviucci (1907–1937)
- Nicola Samale (* 1941)
- Giovanni Battista Sammartini (1700–1775)
- Giuseppe Sammartini (1695–1750)
- Aurelio Samorì (* 1946)
- Pietro Giuseppe Sandoni (1685–1748)
- Elsa Olivieri Sangiacomo (1894–1996)
- Pietro Sanmartini (1636–1700)
- Domenico Sarro (1679–1744)
- Giuseppe Sarti (1729–1802)
- Marco Scacchi (≈1605–1662)
- Alessandro Scarlatti (1660–1725)
- Domenico Scarlatti (1685–1757)
- Giacinto Scelsi (1905–1988)
- Salvatore Sciarrino (* 1947)
- Stefano Scodanibbio (1956–2012)
- Giuseppe Scolari (≈1720 – ≈1774)
- Paolo Serrao (1830–1907)
- Giovanni Sgambati (1841–1914)
- Giovanni Sollima (* 1962)
- Giovanni Battista Somis (1686–1763)
- Giovanni Lorenzo Somis (1688–1775)
- Gaspare Spontini (1774–1851)
- Antonio Squarcialupi (1416–1480)
- Agostino Steffani (1654–1728)
- Alessandro Stradella (1643–1682)
- Barbara Strozzi (1619–1677)
- Hubert Stuppner (* 1944)

## T
- Gino Tagliapietra (1887–1954)
- Angelo Tarchi (≈1760–1814)
- Pierantonio Tasca (1864–1934)
- Giuseppe Tartini (1692–1770)
- Tonino Tesei (* 1961)
- Carlo Tessarini (1690–1766)
- Giovanni Battista Tibaldi (nach 1660– nach 1736)
- Camillo Togni (1922–1993)
- Luigi Tomasini (1741–1808)
- Giuseppe Torelli (1658–1709)
- Pietro Torri (≈1650–1737)
- Enrico Toselli (1883–1926)
- Giuseppe Felice Tosi (1628–1693)
- Pier Francesco Tosi (1654–1732)
- Antonio Tozzi (1736–1812)
- Giovanni Maria Trabaci (≈1575–1647)
- Tommaso Traetta (1727–1779)
- Giacomo Tritto (1733–1824)
- Francesco Turini (≈1589–1656)
- Marco Tutino (* 1954)

## U
- Marco Uccellini (1603/10–1680)
- Vincenzo Ugolini (≈1580–1638)
- Francesco Antonio Urio (≈1631–1719)
- Francesco Antonio Uttini (1723–1795)

## V
- Nicola Vaccai (1790–1848)
- Fabio Vacchi (* 1949)
- Antonio Vandini (1690–1778)
- Giovanni Valentini (1582/83–1649)
- Giovanni Valentini (≈1750–1804)
- Giuseppe Valentini (1681–1753)
- Roberto Valentini (≈1671–1747)
- Gaetano Valeri (1760–1822)
- Lorenzo Vecchi (≈1564–1628)
- Orazio Vecchi (1550–1605)
- Orfeo Vecchi (≈1551–1603)
- Antonio Veracini (1659–1733)
- Francesco Maria Veracini (1690–1768)
- Giuseppe Verdi (1813–1901)
- Lodovico Grossi da Viadana (≈1560–1627)
- Benedetto Vinaccesi (≈1666–1719)
- Leonardo Vinci (≈1696–1730)
- Giovanni Battista Viotti (1755–1824)
- Giovanni Battista Vitali (1632–1692)
- Tomaso Antonio Vitali (1663–1745)
- Antonio Vivaldi (1678–1741)
- Giovanni Buonaventura Viviani (1638–1692)
- Giovanni Battista Volpe (≈1620–1691)

## W
- Ermanno Wolf-Ferrari (1876–1948)

## Z
- Riccardo Zandonai (1883–1944)
- Andrea Zani (1696–1757)
- Francesco Zannetti (1737–1788)
- Francesco Zappa (fl. 1763–1788)
- Cristina Zavalloni (* 1973)
- Lorenzo Gaetano Zavateri (1690–1764)
- Marc’Antonio Ziani (≈1653–1715)
- Pietro Andrea Ziani (1616–1684)
- Niccolò Antonio Zingarelli (1752–1837)
- Domenico Zipoli (1688–1726)